# Cybianthus flavovirens
Cybianthus flavovirens är en viveväxtart som beskrevs av J. J. Pipoly. Cybianthus flavovirens ingår i släktet Cybianthus, och familjen viveväxter. Inga underarter finns listade i Catalogue of Life.